# Типовий проєкт школи № 108-А

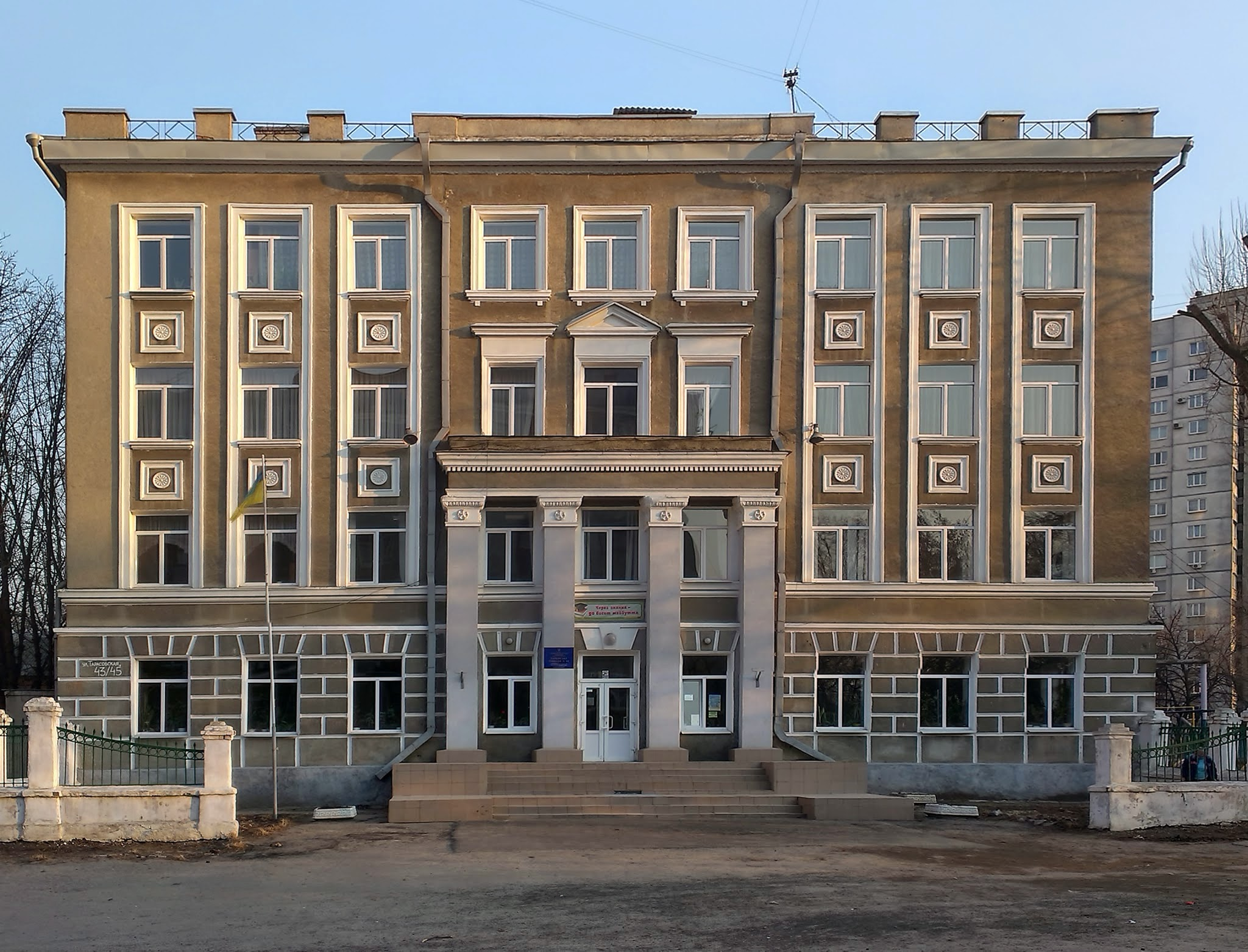
Харків, гімназія № 83, 1938 р.

№ 108-А — типовий проєкт школи на 880 учнів, розроблений у 1937 р. архітектором Шиманським у Народному комісаріаті освіти УСРР.

## Опис
4-поверхова будівля з несиметричним пляном 50,2 × 27,1 м. Парадна фасада довжиною 9 вікон, посередині пілястровий портик 3 вікна завширшки і 2 поверхи заввишки. Ліва бічна фасада завдовжки 16 вікон. Ці два фасади мають вікна клясів і рекреації й утворюють Г-подібний об'єм. Вікна допоміжних приміщень виходять на решту сторін, туалети і другі сходи винесені в невелике крило.

## Галерея

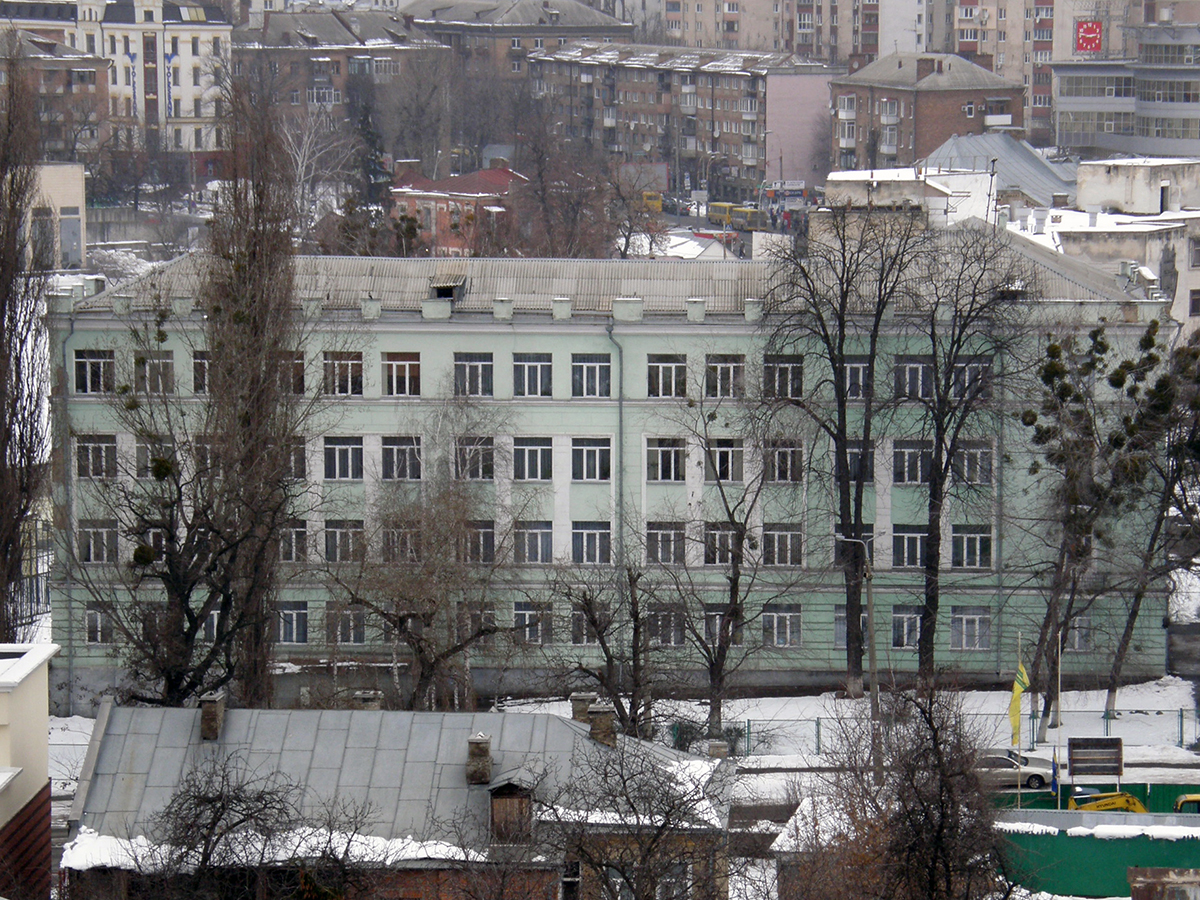
Київ, Лук'янівка, школа № 101, 1937 р.
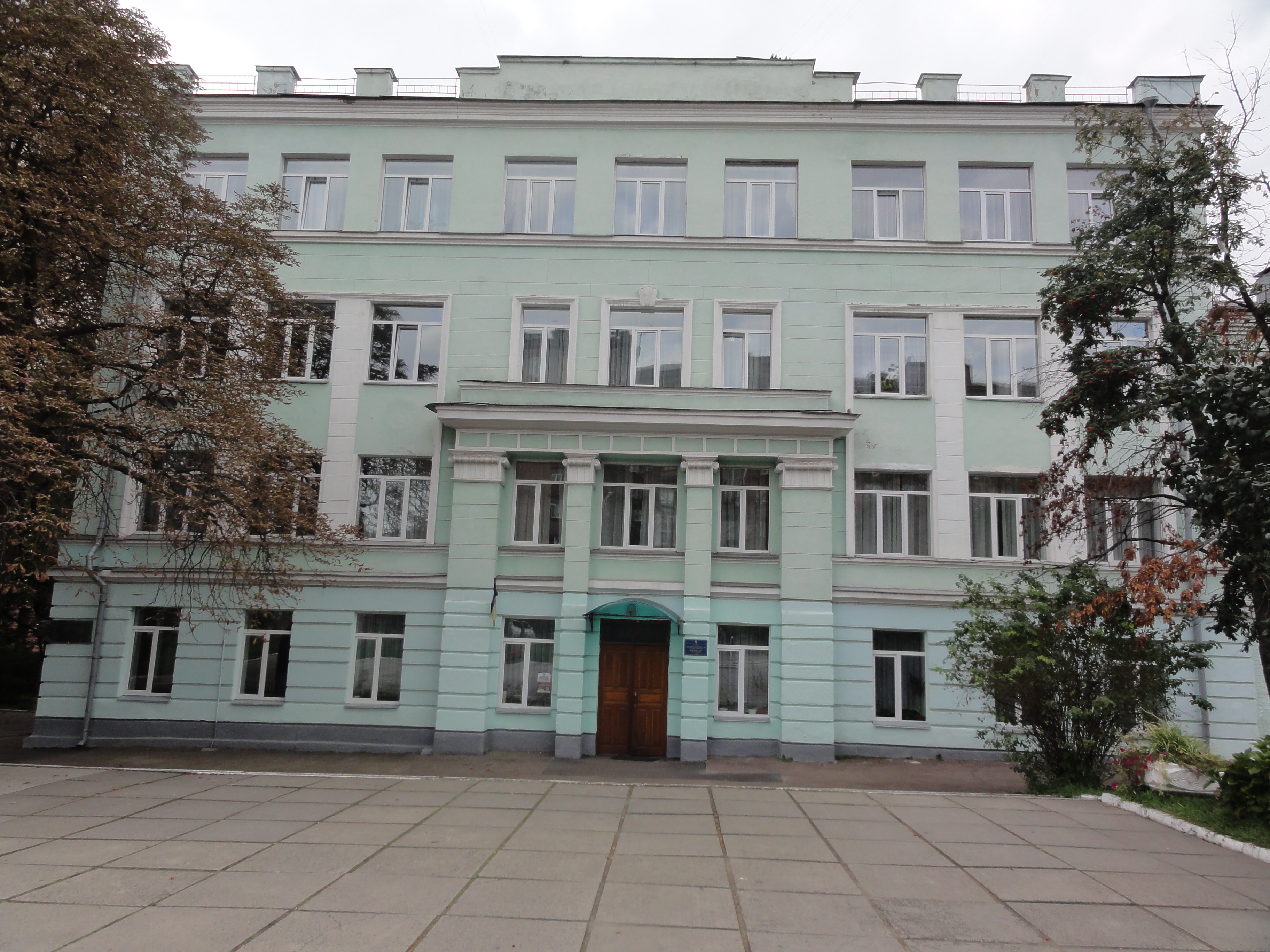
Київ, Лук'янівка, школа № 101, 1937 р.
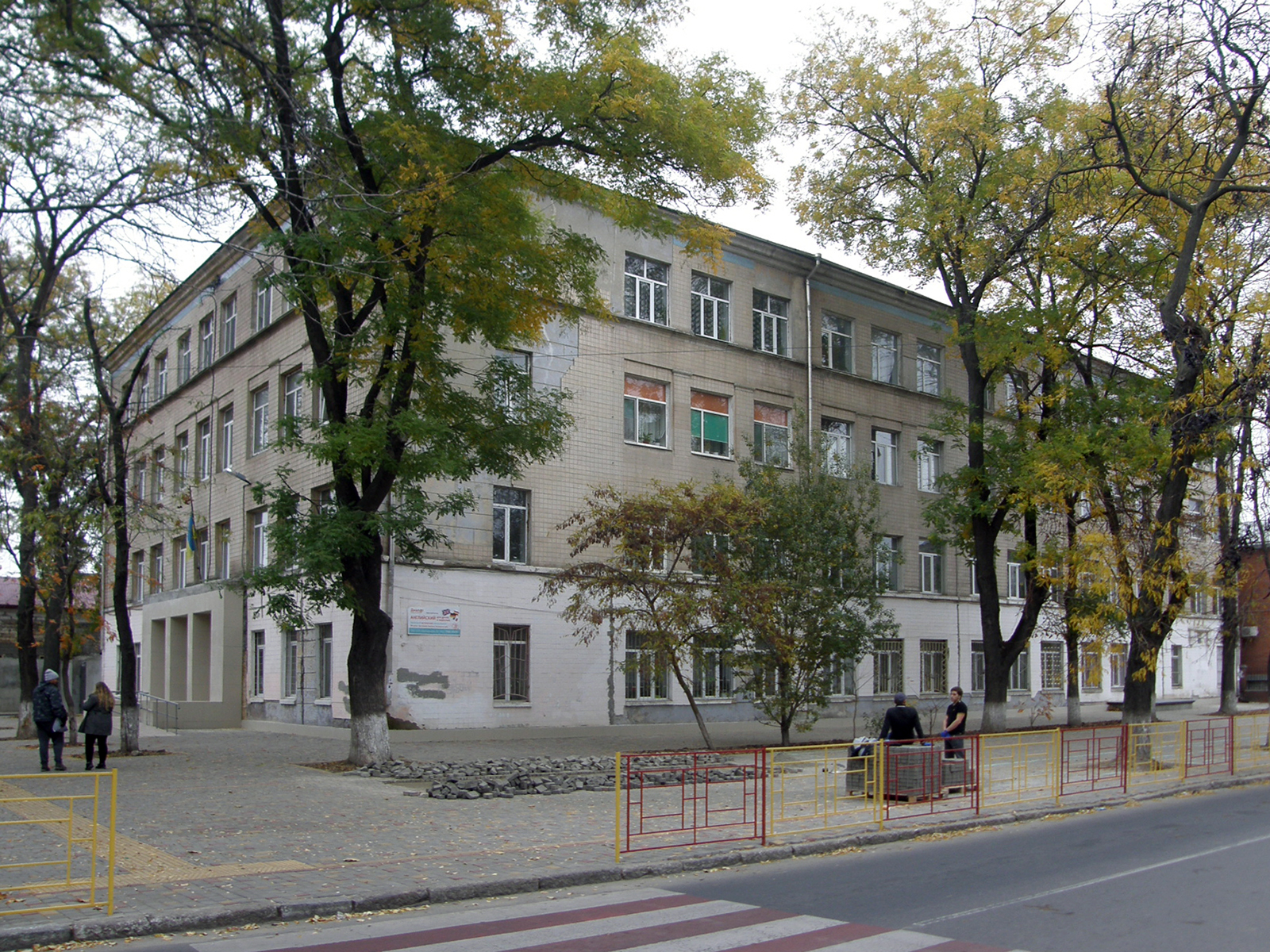
Одеса, Молдаванка, школа № 103, 1937 р. — дзеркальний варіянт
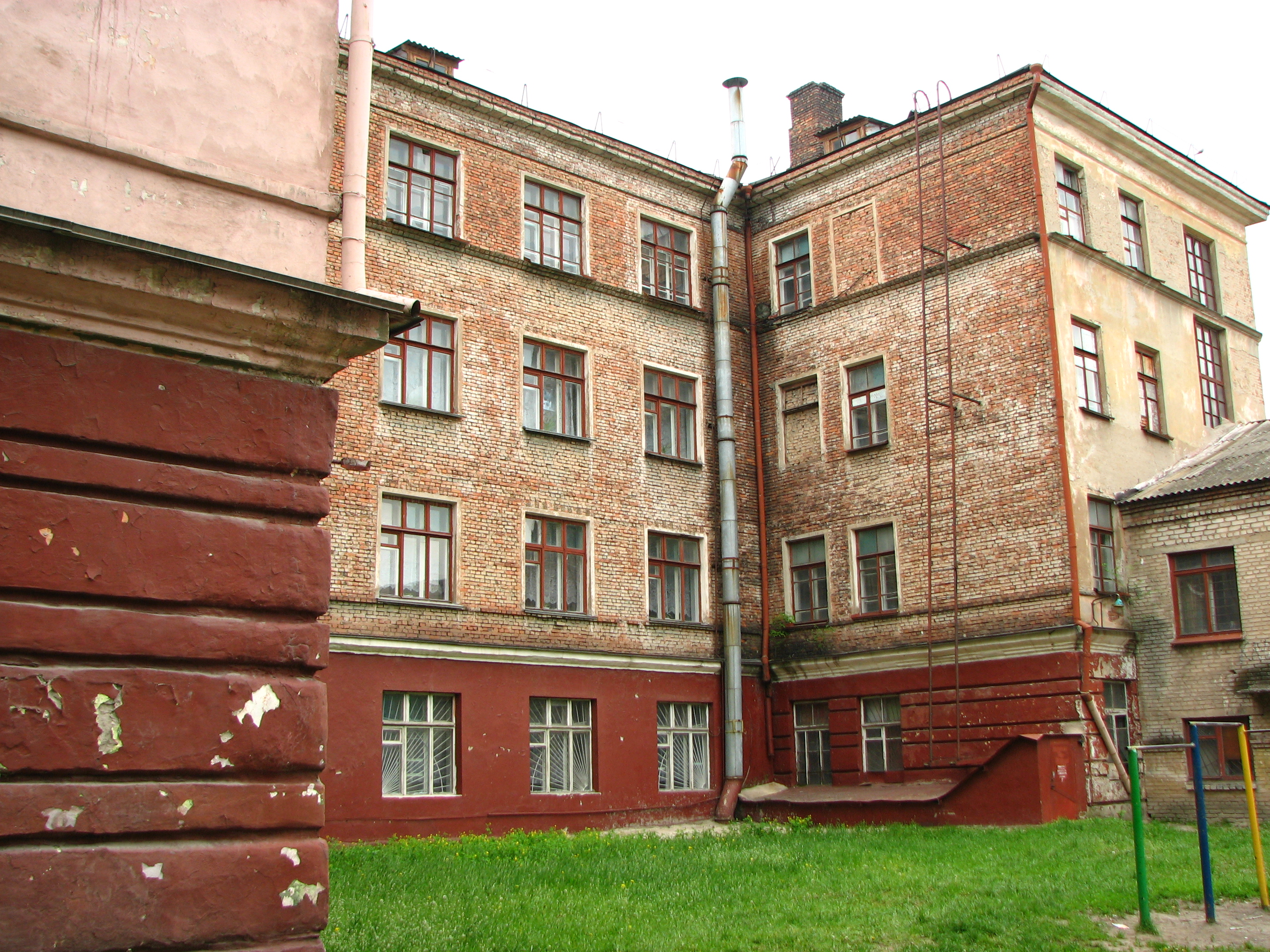
Луганськ, школа № 4, 1938 р.
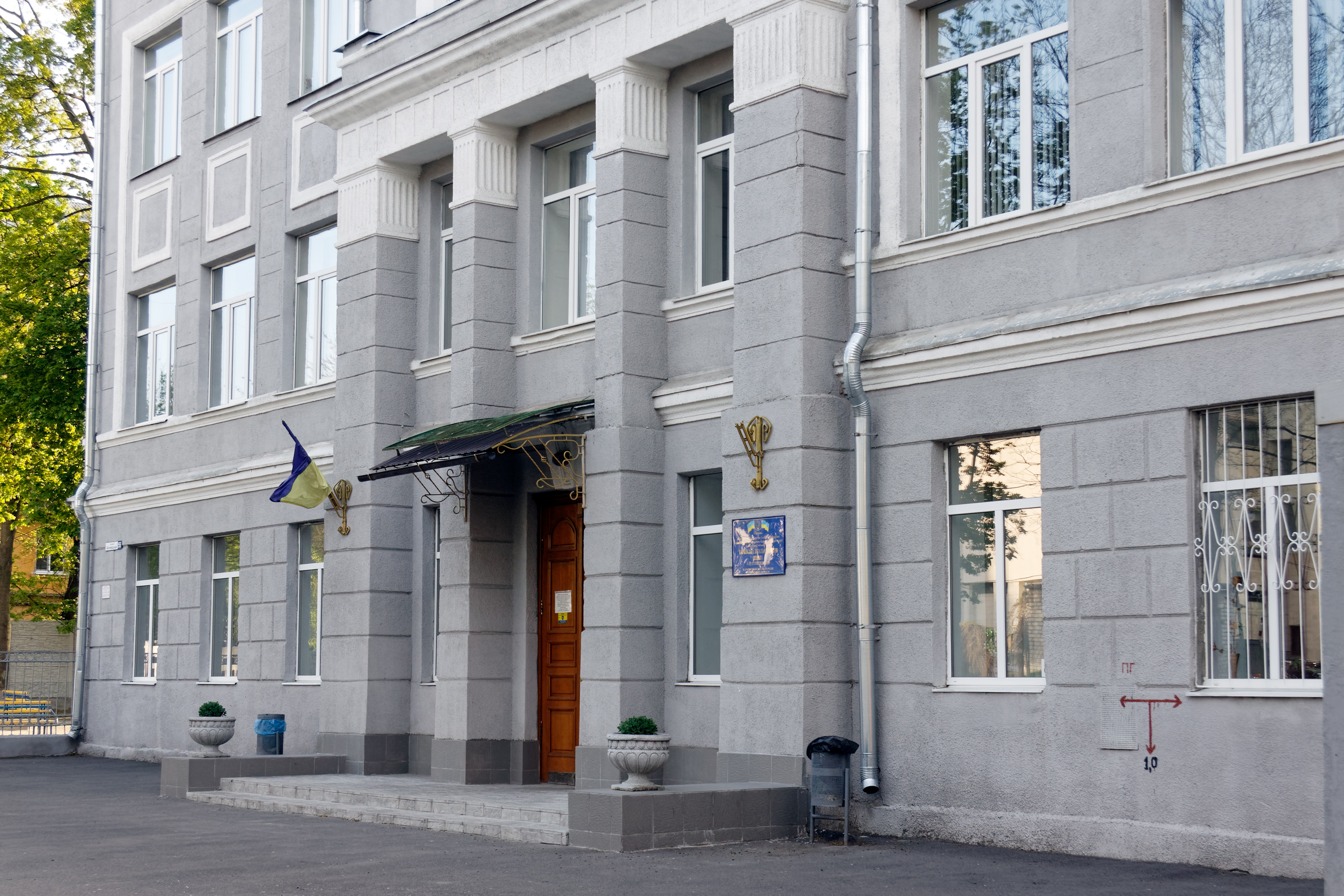
Харків, школа № 36
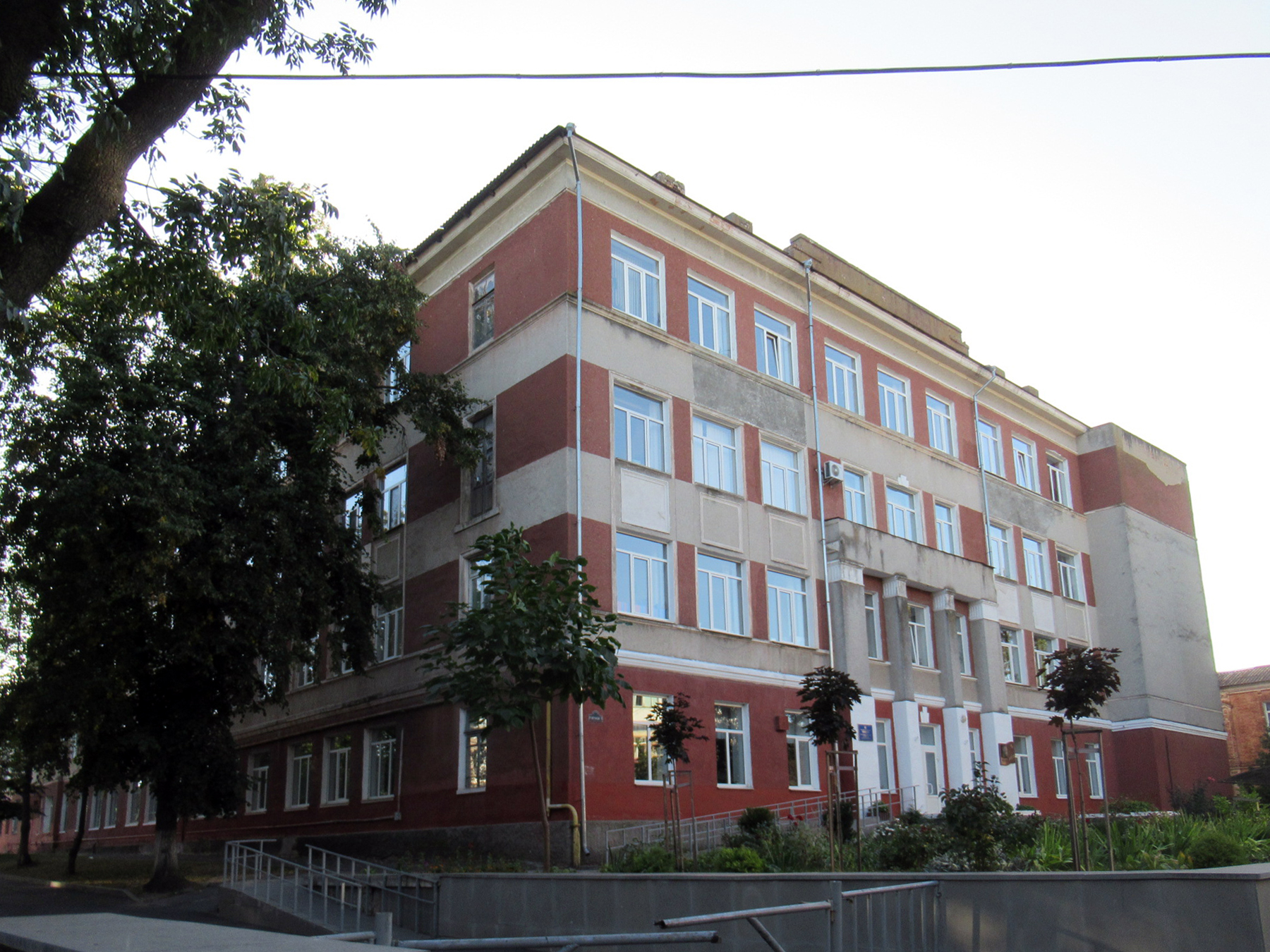
Вінниця, ліцей № 4
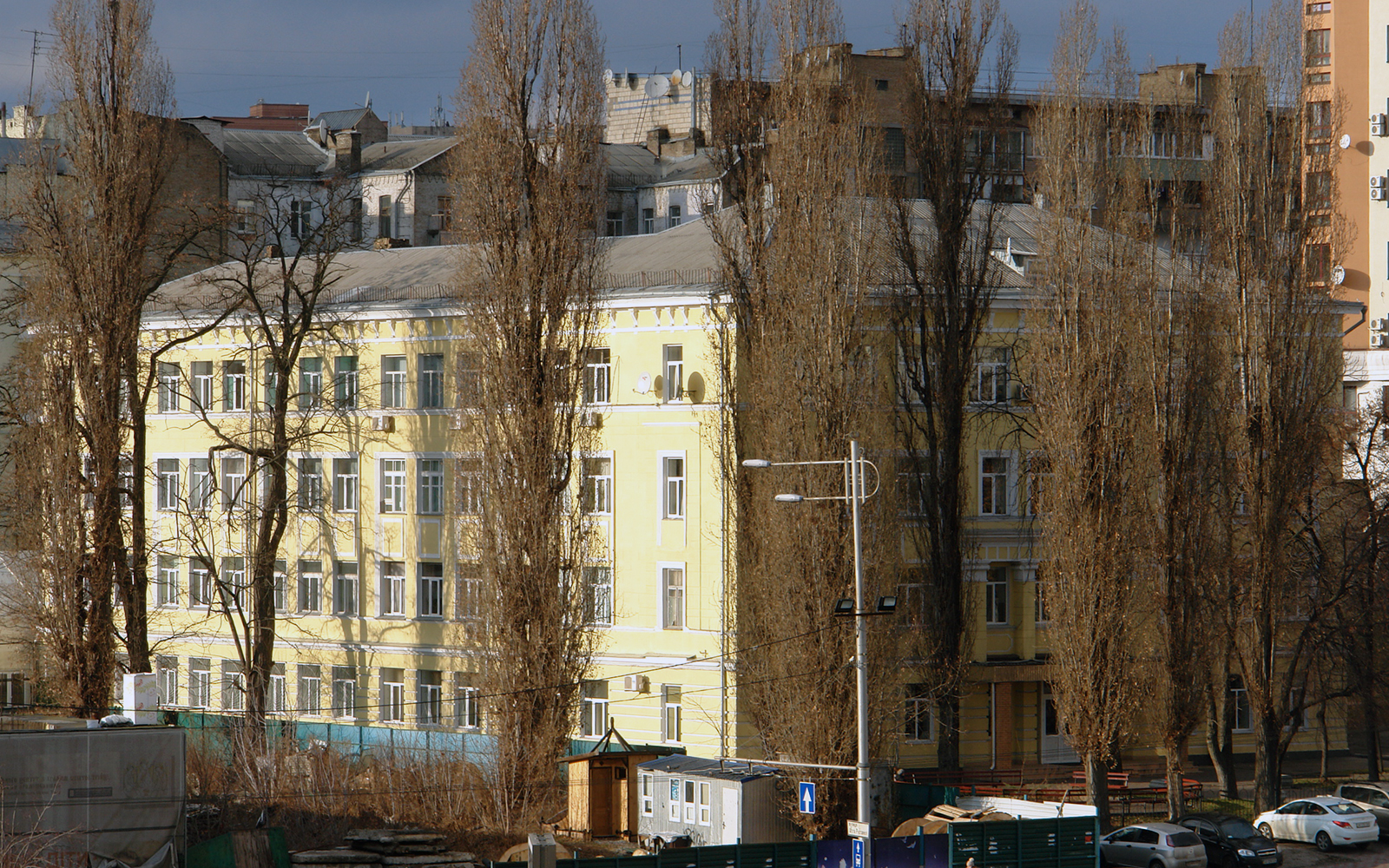
Київський ліцей № 145, 1937 р., до 1962 р. школа № 51
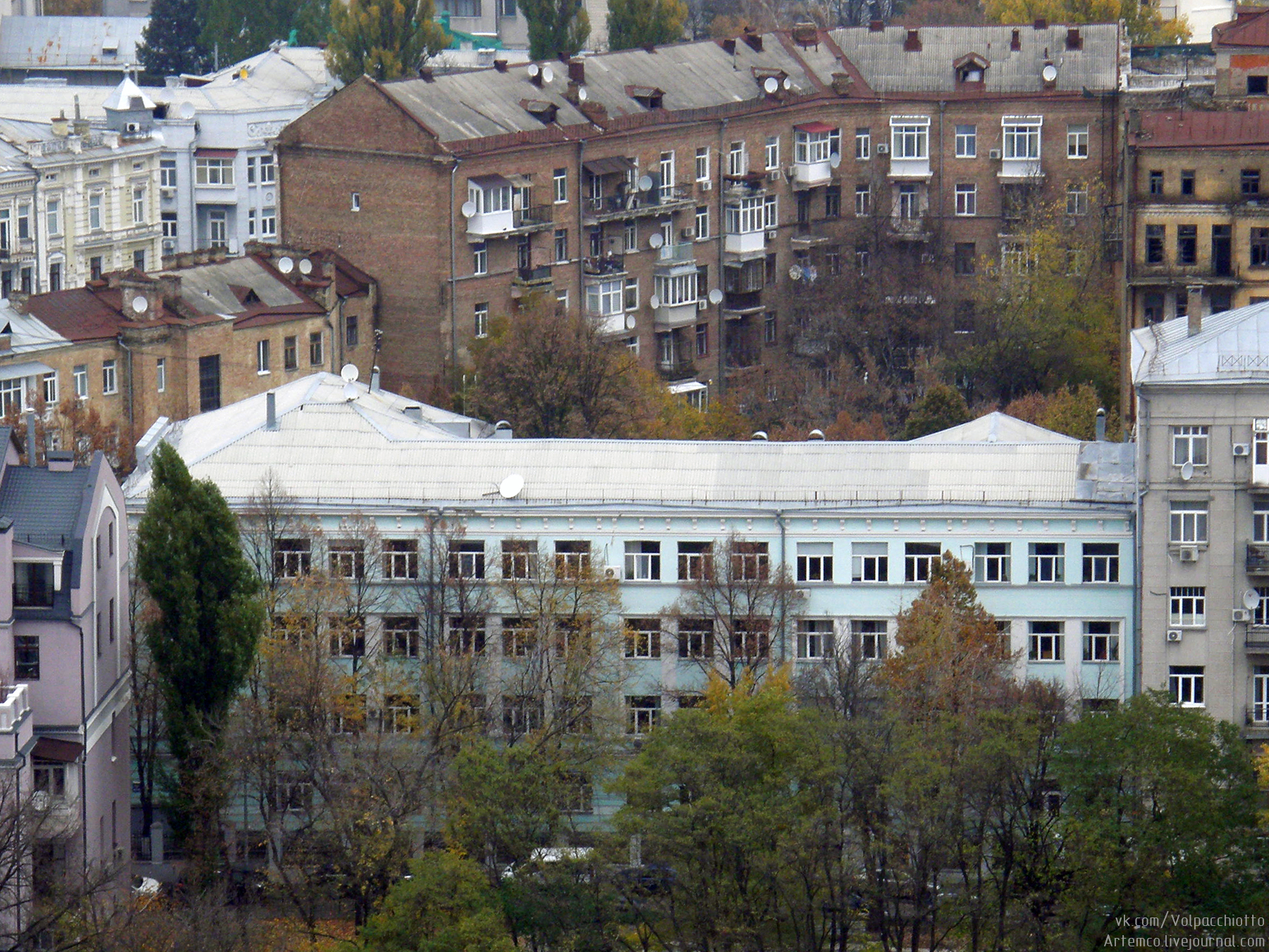
Київ, Липки, Український гуманітарний ліцей,  1938 р., до 1991 р. школа № 147
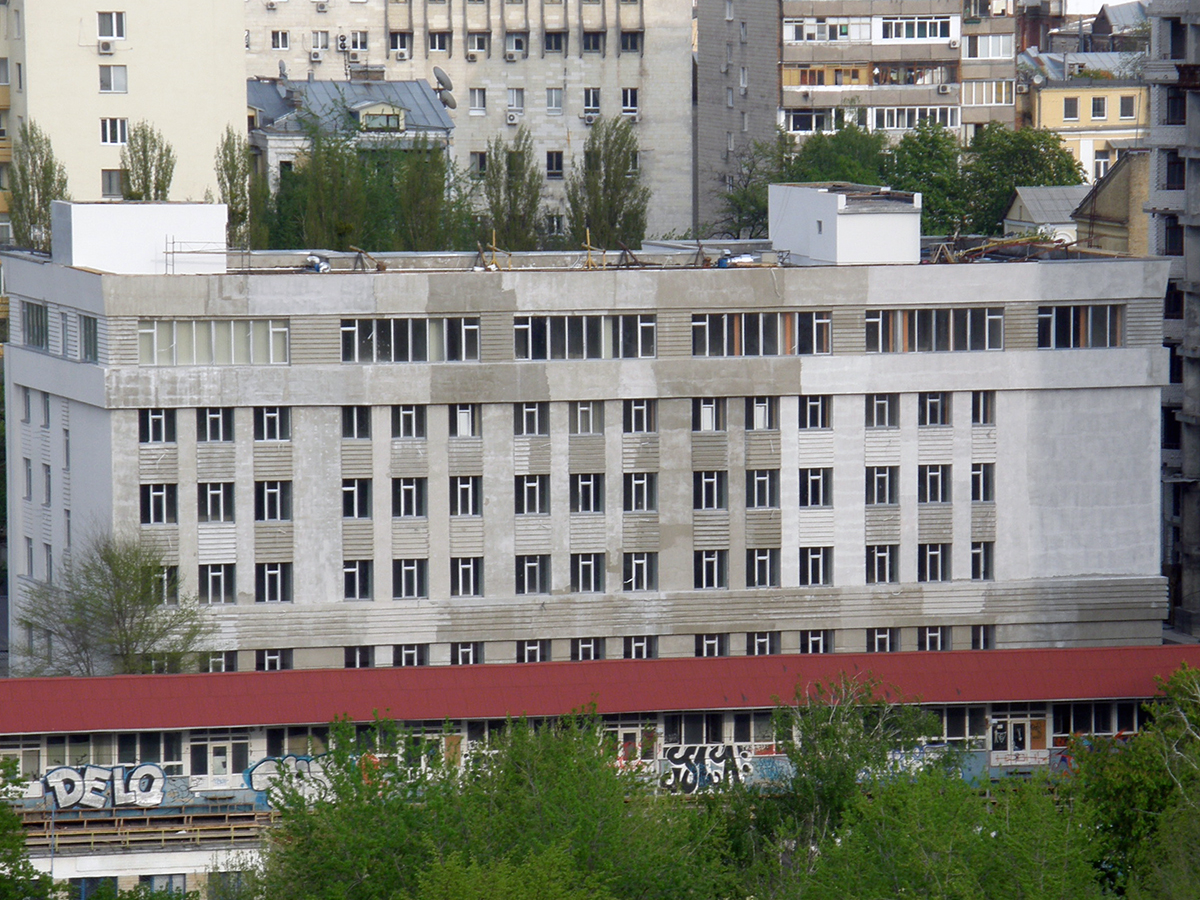
Київ, вул. Богдана Хмельницького, 52б – колишня школа № 53, 1937 р., з 1963 р. трудова школа № 53 та «Укрліфт», під час перебудови в офісну будівлю
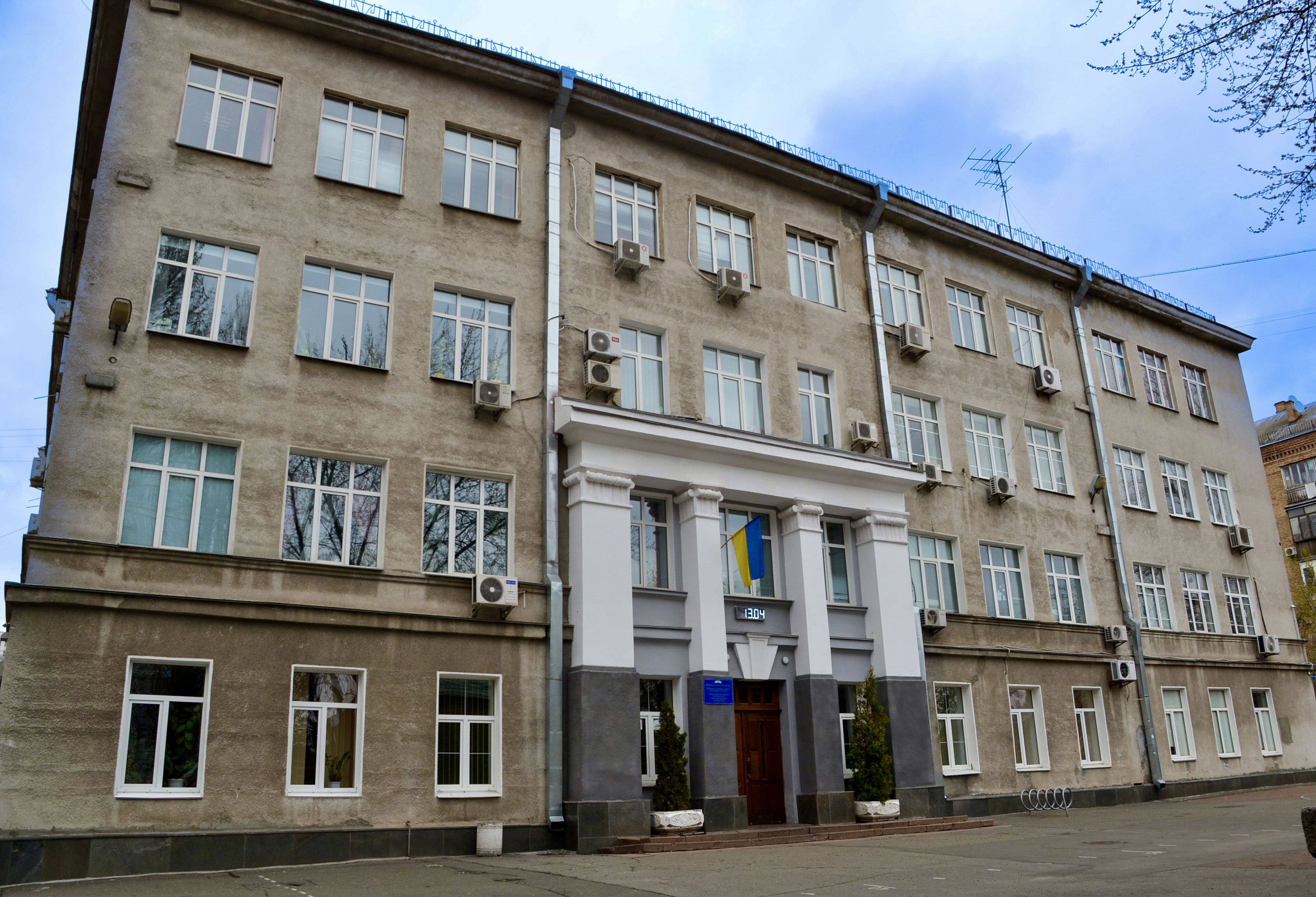
Київ, школа № 57, 1937 р.
Київ, план школи № 112, змінений проєкт 1951–1952 р., архітектор О. Фельбейн